# Der Alpdruck
Der Alpdruck ist ein Roman von Hans Fallada. Er ist eines seiner letzten Werke, wurde 1945/1946 geschrieben und 1947 (nach Falladas Tod) veröffentlicht.

## Handlung
Prolog auf dem Land
Protagonist des Romans ist der Schriftsteller Dr. Doll. Er ist mit Alma Doll, einer wesentlich jüngeren Frau, zum zweiten Mal verheiratet und lebt zu Beginn der Handlung am Rande einer Kleinstadt in der Nähe von Prenzlau, nicht allzu weit von Berlin entfernt. Das Kriegsende steht kurz bevor, die Rote Armee hat die Gegend bereits erreicht und verbliebene Einheiten von Wehrmacht und SS verlassen die Stadt.
Die Stimmung, in der sich Doll schon zu Beginn befindet, ist geprägt von Düsternis, Apathie und Fatalismus. Diese Stimmung ergibt sich für ihn nicht nur aus der Situation des deutschen Volkes, sondern auch aus seiner spezifischen Lage als Schriftsteller im Dritten Reich. Dessen ungeachtet begrüßt Doll die anrückende Rote Armee als ersehnte Befreier – und zwar zu Anfang viel zu enthusiastisch und naiv, wie er bald merken muss, als die Soldaten der Roten Armee unter den Deutschen nicht sonderlich zu differenzieren scheinen und seine Begeisterung nicht erwidern. So müssen Doll und seine Frau dann auch zusammen mit allen anderen verbliebenen Deutschen zum Arbeitsdienst antreten – er als Kuhhirte, sie als Lastenträgerin.
Durch einen Zufall wird die Kommandantur auf Doll aufmerksam. Man bringt ihn dazu, für den Kommandanten vom Rathaus aus eine Rede an die Einwohner zu halten, mit der auch in der kleinen Stadt sinnbildlich die Stunde Null eingeläutet wird. Auf diese Bewährungsprobe hin wird Doll vom Kommandanten zum Bürgermeister bestimmt. Aus einem in der Kleinstadt sehr unbeliebten Menschen wird so der Stadtvater. Wie unbeliebt Doll einst war, wird anhand seiner Auseinandersetzung mit dem Tierarzt Dr. Wilhelm, genannt „Farken-Willem“, geschildert.
Widerwillig, doch pflichtbewusst erfüllt Doll seine Bürgermeisterpflichten. Das Arbeitspensum ist groß, in der Nachkriegszeit gibt es viel zu tun, selbst in einer Kleinstadt. Dolls innere Krise dauert dabei an. Zusätzlich macht ihm nun zu schaffen, dass er als Amtsperson mit ehemaligen Nazis und Kriegsprofiteuren umgehen muss. Lediglich die viele Arbeit hält ihn vom inneren Zusammenbruch ab. Doll wird schließlich krank und kann damit auch seinen Posten abgeben.
Ankunft in Berlin
In der kleinen Stadt hält ihn nichts mehr und das Ehepaar macht sich auf eine beschwerliche Fahrt ins zerstörte Berlin. Sie hoffen, dort in der Wohnung Alma Dolls neu beginnen zu können. Doch das Leben in den Trümmern der überfüllten Stadt erweist sich als unendlich schwieriger als das Leben auf dem Land. Das beginnt bereits bei der Ankunft mit der Schwierigkeit, sich in den Ruinen zurechtzufinden, obwohl beide Dolls gebürtige Berliner sind.
Dieser Roman ist sehr stark autobiographisch gefärbt. Das betrifft zum einen die äußeren Umstände: Der Zusammenbruch des Dritten Reiches, die vorübergehende Tätigkeit als Bürgermeister einer Kleinstadt unter russischer Besatzung, die Rückkehr nach Berlin und das dortige Leben im Wohn-Quartier Majakowskiring („das Städtchen“) der KPD- und SED-Machthaber finden sich in seinem Lebenslauf. Es trifft aber wohl auch auf seine innere Situation zu: Zumindest die Ehe mit einer sehr viel jüngeren Frau, Drogenprobleme und deswegen wiederholte Aufenthalte in Sanatorien und Heilanstalten sind verbürgt. Das Schwanken zwischen Überschwang und Depression und die Probleme mit seinen Mitmenschen, zumal mit den ehemaligen Nazi-Anhängern, sind zumindest überzeugend geschildert.